# マラウイ準備銀行
マラウイ準備銀行 (—じゅんびぎんこう、The Reserve Bank of Malawi, RBM) はマラウイにおける中央銀行で、同国の紙幣であるマラウイ・クワチャの唯一の発券銀行である。本店はリロングウェに置かれている。

## 概要
この銀行は、イギリス植民地時代に存在したローデシア・ニヤサランド連邦銀行ニヤサランド支店の流れをくむ銀行である。このローデシア・ニヤサランド連邦銀行は、南ローデシア（現在のジンバブエ）、北ローデシア（現在のザンビア）、ニヤサランド（現在のマラウイ）からなるローデシア・ニヤサランド連邦の中央銀行であったが、1963年にニヤサランドの独立を受けて、同連邦銀行の組織は一部解体されることになった。マラウイ準備銀行は、マラウイが独立を遂げた1964年に国会で承認を受け、1965年6月から操業が開始された。
1981年には、ブランタイヤからリロングウェへと本社を移転。1989年には中央銀行法が改正され、財務省や政府から独立した組織となったほか、マラウイ財務省の管轄する財政政策や金融政策からも切り離された。そのため現在のマラウイ準備銀行は、政府による財政・金融両政策の監督業務も行っている。
2009年9月14日、2005年から総裁を務めていたビクター・ムベウェ（Victor Mbewe）の後任として、パークス・リゴヤ（Perks Ligoya）が新総裁に就任した。